# Gymnocorymbus
Gymnocorymbus è un genere di pesci d'acqua dolce appartenenti alla famiglia Characidae, sottofamiglia Stethaprioninae.

## Distribuzione e habitat
Queste specie sono diffuse in Sudamerica (Brasile, Bolivia, Colombia, Trinidad e Tobago, Guyana, Argentina) nel bacino idrografico dei fiumi Orinoco, Rio delle Amazzoni, Guaporé e Paraguay.

## Acquariofilia
Gymnocorymbus ternetzi è molto conosciuto e apprezzato dagli acquariofili, essendo uno dei caracidi più facili da allevare e riprodurre. Le altre due specie sono poco diffuse.

## Specie
- Gymnocorymbus bondi (Fowler, 1911)
- Gymnocorymbus ternetzi (Boulenger, 1895)
- Gymnocorymbus thayeri Eigenmann, 1908